# Magny (Yonne)
Magny és un municipi francès, situat al departament del Yonne i a la regió de Borgonya - Franc Comtat. L'any 2007 tenia 809 habitants.

## Demografia

### Població
El 2007 la població de fet de Magny era de 809 persones. Hi havia 340 famílies, de les quals 80 eren unipersonals (60 homes vivint sols i 20 dones vivint soles), 108 parelles sense fills, 112 parelles amb fills i 40 famílies monoparentals amb fills.
La població ha evolucionat segons el següent gràfic:
Habitants censats

### Habitatges
El 2007 hi havia 434 habitatges, 346 eren l'habitatge principal de la família, 64 eren segones residències i 23 estaven desocupats. 408 eren cases i 22 eren apartaments. Dels 346 habitatges principals, 284 estaven ocupats pels seus propietaris, 51 estaven llogats i ocupats pels llogaters i 11 estaven cedits a títol gratuït; 4 tenien una cambra, 26 en tenien dues, 56 en tenien tres, 101 en tenien quatre i 159 en tenien cinc o més. 304 habitatges disposaven pel capbaix d'una plaça de pàrquing. A 149 habitatges hi havia un automòbil i a 176 n'hi havia dos o més.

### Piràmide de població
La piràmide de població per edats i sexe el 2009 era:
| Homes | Edats   | Dones |
| ----- | ------- | ----- |
| 0     | 95 o +  | 4     |
| 0     | 90 a 94 | 4     |
| 0     | 85 a 89 | 4     |
| 0     | 80 a 84 | 4     |
| 20    | 75 a 79 | 8     |
| 32    | 70 a 74 | 20    |
| 32    | 65 a 69 | 24    |
| 20    | 60 a 64 | 36    |
| 16    | 55 a 59 | 16    |
| 36    | 50 a 54 | 28    |
| 28    | 45 a 49 | 32    |
| 32    | 40 a 44 | 32    |
| 40    | 35 a 39 | 28    |
| 24    | 30 a 34 | 28    |
| 8     | 25 a 29 | 32    |
| 16    | 20 a 24 | 16    |
| 20    | 15 a 19 | 48    |
| 44    | 10 a 14 | 16    |
| 32    | 5 a 9   | 20    |
| 20    | 0 a 4   | 4     |

## Economia
El 2007 la població en edat de treballar era de 525 persones, 389 eren actives i 136 eren inactives. De les 389 persones actives 364 estaven ocupades (197 homes i 167 dones) i 25 estaven aturades (6 homes i 19 dones). De les 136 persones inactives 51 estaven jubilades, 39 estaven estudiant i 46 estaven classificades com a «altres inactius».

### Ingressos
El 2009 a Magny hi havia 352 unitats fiscals que integraven 856,5 persones, la mediana anual d'ingressos fiscals per persona era de 17.406 €.

### Activitats econòmiques
Dels 24 establiments que hi havia el 2007, 2 eren d'empreses alimentàries, 2 d'empreses de fabricació de material elèctric, 2 d'empreses de fabricació d'altres productes industrials, 2 d'empreses de construcció, 3 d'empreses de comerç i reparació d'automòbils, 1 d'una empresa de transport, 4 d'empreses d'hostatgeria i restauració, 3 d'empreses immobiliàries, 2 d'empreses de serveis, 1 d'una entitat de l'administració pública i 2 d'empreses classificades com a «altres activitats de serveis».
Dels 3 establiments de servei als particulars que hi havia el 2009, 1 era un guixaire pintor, 1 fusteria i 1 restaurant.
L'any 2000 a Magny hi havia 20 explotacions agrícoles que ocupaven un total de 1.419 hectàrees.

## Equipaments sanitaris i escolars
El 2009 hi havia una escola elemental integrada dins d'un grup escolar amb les comunes properes formant una escola dispersa.

## Poblacions més properes
El següent diagrama mostra les poblacions més properes.